# Francesca Di Giovanni
Francesca di Giovanni (Palermo, 1953) is een Italiaanse jurist. Zij was van 2020 tot 2023 ondersecretaris voor multilaterale betrekkingen bij de sectie Betrekkingen met de Staten van het Staatssecretariaat van de Heilige Stoel. Zij was de eerste vrouw die binnen het Vaticaan een dergelijke hoge post bekleedde.

## Biografie
Di Giovanni studeerde rechten. Na haar afstuderen werkte ze enige tijd als jurist bij de Focolarebeweging. Ze trad in 1993 in dienst van het Staatssecretariaat van de Heilige Stoel, bij de sectie Betrekkingen met de Staten. Zij hield zich vooral bezig met de contacten met intergouvernementele organisaties en multilaterale verdragen, onder andere op het terrein van migranten en vluchtelingen, humanitair recht, communicatie, de positie van vrouwen, intellectueel eigendom en toerisme.
Op 15 januari 2020 werd ze door paus Franciscus I benoemd tot ondersecretaris voor multilaterale betrekkingen. Dit was een nieuwe post binnen de sectie Betrekkingen met de Staten, die rechtstreeks ressorteert onder het hoofd van de sectie. Het was de eerste keer dat een vrouw in het Vaticaan op een dergelijk hoge positie werd benoemd. In maart 2023 ging ze met pensioen.